# Alcalá la Real
Alcalá la Real település Spanyolországban, Jaén tartományban. Alcalá la Real Alcaudete, Castillo de Locubín, Montefrío, Montillana, Valdepeñas de Jaén, Frailes, Moclín, Íllora, Almedinilla és Priego de Córdoba községekkel határos. Lakosainak száma 21 581 fő (2024).

## Népesség
A település népessége az elmúlt években az alábbi módon változott:
| Lakosok száma | 21 523 | 21 806 | 22 324 | 22 783 | 22 870 | 22 324 | 21 758 | 21 605 | 21 556 | 21 581 |
|               | 2001   | 2004   | 2007   | 2009   | 2012   | 2014   | 2017   | 2019   | 2022   | 2024   |